# Dirk-Peter Kölsch
Dirk-Peter Kölsch (13 januari 1969) is een Duitse jazz-drummer.
Kölsch studeerde tot 1995 aan de Hogeschool voor de Kunsten in Arnhem bij René Creemers en Joop van Erven. Hij was lange tijd lid van de groep Mardi Gras en werkte onder meer met Ernst Reijseger, Eric Vloeimans, Peter Brötzmann, Herb Robertson en Matthias Schubert samen. Tegenwoordig speelt hij bij verschillende groepen: Starvinsky Orkestar, Underkarl, Wurli Trio (met Michiel Braam en Pieter Douma), het Quartetto Pazzo, het kwartet van Jasper le Clercq en de groep Undertone. Met deze formaties heeft hij ook opnames gemaakt. Daarnaast treedt hij ook op met klassieke symfonieorkesten en radio-bigbands. Hij componeert en speelt voor theaterstukken, hoorspelen en films en werkt bij lezingen met auteurs en toneelspelers samen. Ook was hij docent aan muziekhogescholen in zijn geboorteland en in Nederland en bij jazz-workshops.
- Bibliothèque nationale de France: cb159723098 (data)
- Gemeinsame Normdatei: 135333784
- International Standard Name Identifier: 0000 0001 3258 5806
- MusicBrainz: 979c3604-650d-48db-a968-71bf61f6308d
- Virtual International Authority File: 79232677
- WorldCat: E39PBJycTrPcy4ggv86HcgGfv3